# 9532 Abramenko
A 9532 Abramenko (ideiglenes jelöléssel 1981 RQ2) a Naprendszer kisbolygóövében található aszteroida. Ljudmila Georgijevna Karacskina fedezte fel 1981. szeptember 7-én.